# Barra Mansa Futebol Clube
Il Barra Mansa Futebol Clube, noto anche semplicemente come Barra Mansa, è una società calcistica brasiliana con sede nella città di Barra Mansa, nello stato di Rio de Janeiro.

## Storia

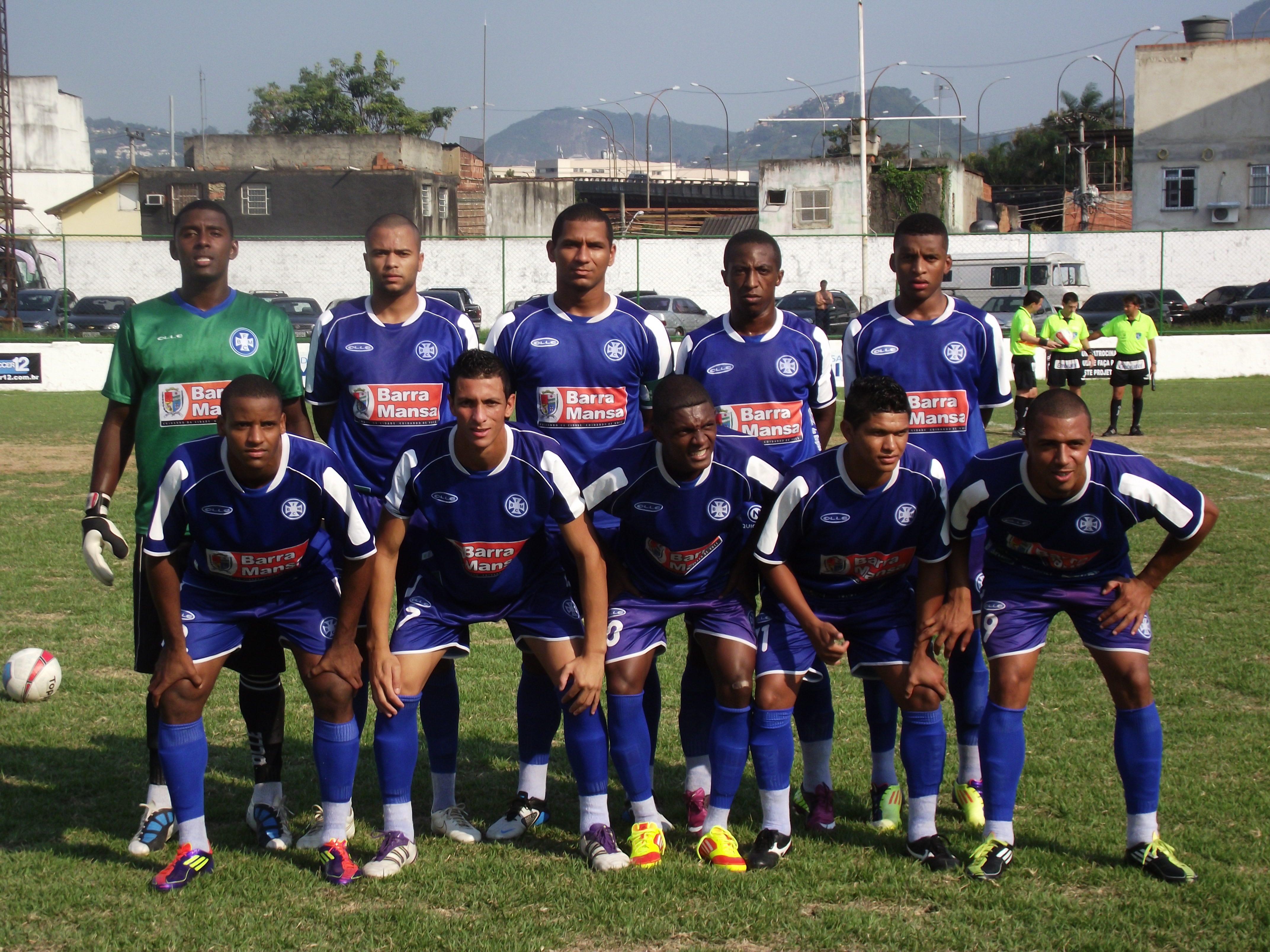
Barra Mansa nel 2012

Il club è stato fondato il 15 novembre 1908. Il Barra Mansa ha vinto il Campionato Fluminense nel 1953 e l'edizione speciale della medesima competizione nello stesso anno. Ha vinto anche il Campeonato Carioca Série B1 nel 1995. Il Barra Mansa ha partecipato al Campeonato Brasileiro Série C nel 1996, dove è stato eliminato alla prima fase.

## Palmarès

### Competizioni statali
- Campeonato Carioca Série B1: 2

1995, 2014
- Campionato Fluminense: 2

1953, 1953 edizione speciale
- Copa Vale do Paraíba: 6

1953, 1956, 1958, 1965, 1967, 1968
- Campionato Municipale di Barra Mansa:11

1940, 1941, 1942, 1943, 1944, 1946, 1947, 1948, 1951, 1964 e 1977